# Adam Jakubech
Adam Jakubech est un footballeur slovaque, né le 2 janvier 1997 à Prešov. Il évolue au poste de gardien de but.

## Biographie

### Carrière en club

#### Tatran Prešov (2014-2015)
Adam Jakubech est né à Prešov. Il commence sa carrière de footballeur dans le club de sa ville, le 1. FC Tatran Prešov qui évolue en deuxième division de championnat slovaque. Le 16 août 2014, il connait ses débuts professionnels en entrant en jeu en seconde période à la suite de l'exclusion de Jozef Talian, le gardien titulaire. Il joue 12 matchs de championnat et un match de coupe pour sa première saison.

#### FC Spartak Trnava (2015-2017)
En janvier 2015, il rejoint le FC Spartak Trnava. Le 23 mai 2015, il joue son premier match en première division du championnat de Slovaquie face au FK Dukla Banská Bystrica. Après une saison où il alterne entre l'équipe première et l'équipe B (qui évolue en deuxième division), il devient le gardien titulaire du club à partir de 2016.

#### Lille OSC (2017 - 2024)
Le 26 juillet 2017, il s'engage avec le Lille OSC pour une durée de 5 ans. Il est le troisième gardien dans la hiérarchie derrière Mike Maignan et Hervé Koffi, il joue ainsi avec l'équipe réserve du LOSC qui évolue en National 2.

### En sélection
Le 8 janvier 2017, il honore sa première sélection avec la Slovaquie à 20 ans. Il entre en seconde période dans un match amical face à l'Ouganda.

## Statistiques
| Saison                | Club                  | Championnat           | Championnat | Championnat | Coupe nationale | Coupe nationale | Coupe de la Ligue | Coupe de la Ligue | Compétition(s) continentale(s) | Compétition(s) continentale(s) | Compétition(s) continentale(s) | Slovaquie | Slovaquie | Total | Total |
| Saison                | Club                  | Division              | M.          | B.          | M.              | B.              | M.                | B.                | Comp.                          | M.                             | B.                             | M.        | B.        | M.    | B.    |
| 2014-2015             | FC Spartak Trnava     | Super Liga            | 1           | 0           | -               | -               | -                 | -                 | -                              | -                              | -                              | -         | -         | 1     | 0     |
| 2015-2016             | FC Spartak Trnava     | Super Liga            | 15          | 0           | -               | -               | -                 | -                 | C3                             | 3                              | 0                              | -         | -         | 18    | 0     |
| 2016-2017             | FC Spartak Trnava     | Super Liga            | 32          | 0           | 1               | 0               | -                 | -                 | C3                             | 6                              | 0                              | 1         | 0         | 40    | 0     |
| 2017-2018             | FC Spartak Trnava     | Super Liga            | 1           | 0           | -               | -               | -                 | -                 | -                              | -                              | -                              | -         | -         | 1     | 0     |
| Sous-total            | Sous-total            | Sous-total            | 49          | 0           | 1               | 0               | -                 | -                 | -                              | 9                              | 0                              | 1         | 0         | 60    | 0     |
| 2019-2020             | KV Courtrai (prêt)    | Jupiler League        | 14          | 0           | 5               | 0               | -                 | -                 | -                              | -                              | -                              | -         | -         | 19    | 0     |
| Total sur la carrière | Total sur la carrière | Total sur la carrière | 63          | 0           | 6               | 0               | -                 | -                 | -                              | 9                              | 0                              | 1         | 0         | 79    | 0     |

## Palmarès
- Championnat de Slovaquie : 2018